# Zada
Leonardo Martins Dinelli, mais conhecido como Zada (Rio de Janeiro, 21 de maio de 1977), é um ex-futebolista brasileiro que atuava como meia.

## Carreira
Zada foi revelado pelo São Cristóvão, ainda jovem, transferindo-se em 1994, para o Vasco da Gama, ainda na idade juvenil. Pelo Vasco, Zada conquistou 3 importantes títulos. Começou a sua carreira no Vasco em 95, com apenas 18 anos de idade, mas logo sumiu. Disputou apenas duas partidas em seu ano de estréia e só foi reaparecer na equipe em 1998. Não teve muitas oportunidades na equipe e acabou sendo emprestado a times de menor porte, como por exemplo o Bangu. Se destacou pela equipe banguense no Carioca de 2000 e despertou o interesse de outros clubes, porém, retornou à equipe vascaína para a disputa do Brasileiro. Em 2001 teve suas maiores oportunidades com a camisa cruzmaltina, mas não correspondeu e acabou sendo emprestado novamente, desta vez ao Paraná. No ano seguinte teve uma nova boa passagem pelo Bangu, e acabou se transferindo para o Fluminense. 
Depois teve sua passagem pelo Botafogo e pelo Fluminense. Ficou no tricolor em pouco mais de um ano, em 2004 rescindiu seu contrato e foi para o futebol do Nordeste. Foi meia do Fortaleza em 2004 e do Santa Cruz em 2005. Se destacando no clube pernambucano, foi para o Academica de Coimbra.
Em 2007, ao voltar do futebol português defendeu o America, matou as saudades de jogar no campeonato carioca, no segundo semestre esteve no Avaí, disputando a série B.
Tendo notável participação no Avaí, foi contratado para o Clube Costarriquenho Alajuelense.
Jogando no Clube do interior do Rio, reencontrou seu ex-companheiro do Fluminense, o volante Maciel, formando um bom entrosamento no meio de campo da equipe.

## Vivencia como futebolista
Apesar nunca ter sido um craque,em todos os clubes que trabalhou mostrou o quanto a dedicação é importante e que graças à isso teve conquistas que todo jogador almeja, como morar no exterior defendendo um clube de outra nação, passar por diferentes equipes e um título internacional no currículo. No Vasco já foi reserva de Juninho Paulista. Sempre teve carinho pelos torcedores dos clubes que atuou, no Fluminense a partida que marcou sua carreira foi na ocasião que Romário fez seu primeiro gol de bicicleta, na vitória de 5x2 contra o Guarani, jogo do primeiro turno do Campeonato Brasileiro 2003. Zada fez um dos gols dessa emocionante vitória, foi sua melhor partida com a camisa do Fluminense.
O meia mostrou o quanto qualquer ser-humano pode ser jogador de futebol profissional, ainda que fique no banco de uma grande equipe, sempre terá agremiações sonhando em participar de competições importantes querendo um jogador dedicado que tenha amor pela camisa, com todo mérito Zada defendeu importantes clubes e foi para o exterior, mesmo não sendo um driblador, mesmo não sendo um goleador, foi simplesmente sempre um homem determinado em campo lutando até o fim para ajudar sua equipe.

## Títulos
River/PI
- Campeonato Piauiense: 1999

Vasco da Gama
- Torneio Rio-São Paulo: 1999
- Copa Mercosul: 2000
- Campeonato Brasileiro: 2000
- Taça Guanabara: 2000
- Taça Rio: 2001

Fortaleza
- Campeonato Cearense: 2004

Santa Cruz
- Campeonato Pernambucano: 2005